# Emília de Sousa Costa
Emilia de Sousa Costa (Almacave, 15 de diciembre de 1877 - Oporto, 7 de junio de 1959) fue una escritora y feminista portuguesa.
Era hija del coronel Luis María Teixeira-Lopes (de São João da Pesqueira) y de María do Pilar Pinto-Cardoso (de la aldea Penajóia, en Lamego).
El 5 de octubre de 1904 ―a los 26 años― se casó en su pueblo natal con el magistrado y escritor Alberto Mário de Sousa e Costa (Almacave, 1879 - Vila Pouca de Aguiar, 1961), de 25 años, hijo de António de Sousa e Costa, y de Tomásia da Conceição Gomes Costa.
Emília de Sousa Costa fue defensora de la educación femenina. Contribuyó en la creación de la Caixa de Auxílio a Raparigas Estudantes Pobres (‘caja de auxilio a chicas estudiantes pobres’). Dio clases en la Tutoría Central de Lisboa ―institución para niños delincuentes o abandonados― y perteneció al Consejo Central de la Federação Nacional dos Amigos das Crianças (Federación Nacional de Amigos de los Niños).

## Obras
Como escritora, Emilia de Sousa Costa se dedicó principalmente a los libros infantiles. Escribió también cuentos y novelas de otra índole.
En 1933 publicó una novela, Quem tiver filhas no mundo..., que traía también varios cuentos.
En 1935 publicó un libro de cuentos de carácter histórico, llamado Lendas de Portugal.
Se trata de un conjunto de 26 pequeños cuentos sobre leyendas e narrativas portuguesas, con los siguientes títulos:
- «Amor fiel» (pp. 7-10),
- «Entre mouros e cristãos» (pp. 11-16),
- «Portuguezinhos valentes» (pp. 17-26),
- «Ríos de encantamento» (pp. 31-36),
- «A mais santa das rainhas e frei Salvado» (pp. 37-42),
- «Frades ou carpinteiros» (pp. 43-46),
- «Em mangas de camisa» (pp. 47-50),
- «Dar de beber a quem tem sede» (pp. 51-54),
- «Por amor» (pp. 55-58),
- «A honra das mulheres» (pp. 59-62),
- «Fartar vilanagem» (pp. 63-66),
- «Estrelas que morreram» (pp. 67-70),
- «Herói alegre e aventuroso» (pp. 71-74),
- «Pois não? Queira subir» (pp. 75-78),
- «Pedra falante» (pp. 79-80),
- «Sem papas na língua» (pp. 81-82),
- «A heroína de Salga» (pp. 83-86),
- «A maior glória» (pp. 87-90),
- «Ninguém faça mal» (pp. 91-96),
- «Um grande santo» (pp. 97-102),
- «O menino Jesus pastorinho» (pp. 103-112),
- «Rainha e santa» (pp. 113-116),
- «Pai e verdugo» (pp. 117-122),
- «Porque são milagrosas as águas do Gerês» (pp. 123-128) e
- «A honra vale mais do que a vida» (pp. 123-132).

En 1947 publicó No reino do Sol, con Ofélia Marques.

### Adaptaciones de la obra de los Hermanos Grimm
Emilia de Sousa Costa fue una gran divulgadora de la obra de los hermanos Grimm ―Jakob (1785-1863) y Wilhelm (1786-1859)― en Portugal, a través de la adaptación de muchos de sus cuentos al idioma portugués.
- A lebre e o ouriço (basada en un texto de los Hermanos Grimm).
- Branca de Neve e Rosa Encarnada (basada en un texto de los Hermanos Grimm).
- João feliz (basada en un texto de los Hermanos Grimm).
- João fiel (basada en un texto de los Hermanos Grimm).
- O alfaiatinho valente (basada en un texto de los Hermanos Grimm).

## Vida privada

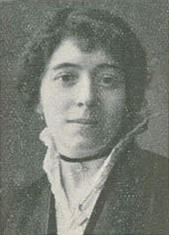
Fotografía de la escritora Emília de Sousa Costa (1918).

En sus últimos años, Emilia Sousa Costa siguió casada con Alberto Sousa Costa. Vivían en una casa llamada Conventinho de Contumil. Tuvieron dos hijos: Mario Sousa Costa y Helena Sousa Costa
La escritora falleció en la freguesia de Campanhã (Oporto), el 7 de junio de 1959, a los 81 años. Su esposo falleció dos años después.
El 5 de octubre de 2010, en conmemoración del centenario de la República de Portugal, se emitieron varios sellos postales en homenaje a las mujeres que a principios del siglo XX ―a través de sus escritos o acciones―, hicieron grandes contribuciones sociales, culturales o políticas a la defensa de los derechos de la mujer. Uno de los sellos estuvo dedicado a la escritora Emília de Sousa Costa y a la periodista Virgínia Quaresma (1882-1973).